# محمد محبیان
محمد محبیان، معروف به محمد (زادهٔ ۲۷ مهر ۱۳۵۹ در تهران)، خوانندهٔ ایرانی است. او فعالیت خود را در سال ۱۳۸۳ و با آلبوم جوونی با همراهی پدرش حبیب آغاز کرد.

## زندگی‌نامه
محمد در تهران به دنیا آمد. بعد از انقلاب اسلامی و در پی ممنوعیت خواندن پدرش حبیب، در سال ۱۳۶۲ به همراه پدرش حبیب و مادرش ناهید ایران را ترک کرد و در لس آنجلس در ایالات متحده آمریکا ساکن شد.

## خوانندگی
محمد به دلیل علاقه به خوانندگی با آهنگسازی و شعر پدرش، آلبوم جوانی را در سال ۱۳۸۳ منتشر کرد که چندتا از آنها آهنگ‌هایی هستند که حبیب در جوانی خوانده و در این آلبوم توسط محمد و پدرش بازخوانی شده‌است.
او آلبوم خودشه را در سال ۱۳۸۵ و آلبوم ایران بانو را در سال ۱۳۸۷ با همراهی پدرش وارد بازار کرد.
محمد اکنون در لس‌آنجلس آمریکا زندگی می‌کند و گاهی برای ضبط موزیک به ایران می‌آید.

## فعالیت‌ها

### آلبوم‌ها
1. جوونی (همراه حبیب) (۱۳۸۳) - ۲۰۰۴
2. خودشه (همراه حبیب) (۱۳۸۵) - ۲۰۰۶
3. ایران بانو (همراه حبیب) (۱۳۸۷) - ۲۰۰۸

### تک آهنگ‌ها
| نام ترانه               | ترانه‌سرا            | آهنگساز              | تنظیم‌کننده    |
| ----------------------- | ------------------- | -------------------- | ------------- |
| اگه تو مال من بودی      | مریم حیدرزاده       | اورانیوم             | التون فرخ آهی |
| میونبری                 | نگین فرهمند         | حبیب                 | مهرزاد        |
| مرد تنهای شب (بازخوانی) | سعید قائم مقامی     | حبیب                 | حبیب          |
| بوی دریا                | علی دیباج           | علی دیباج            | میلاد بهشتی   |
| پرواز حبیب              | حبیب و علی ثابت قدم | حبیب                 | میلاد بهشتی   |
| پدر                     | بهروز دره قایدی     | فریان                | فریان         |
| یادتو                   | بنیامین عمران       | حبیب و بنیامین عمران | بنیامین عمران |
| یاد گریه هات (با حبیب)  | حبیب                | حبیب                 | بنیامین عمران |
| اشتباه                  | حبیب                | حبیب                 | بنیامین عمران |
| پاییز                   | فروغ فرخزاد         | بنیامین عمران        | بنیامین عمران |
| جوونی ۲                 | حبیب                | حبیب                 | بنیامین عمران |
| قصه من                  | فریان               | حبیب و فریان         | فریان         |
| مهوش                    | اشعارحافظ           | حبیب                 | بنیامین عمران |
| بگذاروبگذر              | حمید مصدق           | بنیامین عمران        | بنیامین عمران |

## حاشیه‌ها
محمد در سال ۱۳۸۷ در دوبی بود که به دلیل ناراحتی قلبی و برای درمان آن به ایران آمد.
هنگام مهاجرتِ پدر و مادرش در سال ۱۳۸۸ به ایران آن‌ها را همراهی کرد و بعد از مدتی به آمریکا بازگشت.
محمد بعد از درگذشت پدرش و برای برگزاری مراسم هفتم و چهلم به ایران آمد. این اولین باری بود که رسانه‌های ایرانی عکس‌های حضور او در ایران را منتشر کردند.
اذان خواندن او در مسجد قدس نیاستهٔ رامسر
و قرآن خواندنش بر سر مزار حبیب نیز در رسانه‌ها بازتاب داشت.
او طی چندین نامه و مصاحبه، نامهٔ پدرش به احمدی‌نژاد، رئیس‌جمهور سابق ایران، را تکذیب کرده‌است.
او در ۶ آبان ماه ۱۴۰۱ برای حمایت از خیزش ملی و کشته شدگان آهنگی بنام فریاد کن منتشر کرد